# Равне-на-Корошкем
Равне-на-Корошкем (словен. Ravne na Koroškem) — город в северной Словении, в историческом регионе Корушка; наибольший город и столица региона. 

## Описание
В городе развита сталелитейная промышленность. 
Статус города был получен в 1952 году, тогда как история индустрии в этой местности насчитывает свыше 380 лет.

## История
Первое упоминание церкви (католической) в этой местности относится к 1331 году; в XVII веке она была перестроена.
Согласно одному из толкований строки
"Cry sera grand par toute Escalvonie
Lors naistra monstre pres & dedans Ravenne"
из Нострадамуса, город однажды может стать местом зачатия третьего Антихриста.